# Teotokos Pammakaristos
Kościół Teotokos Pammakaristos – dwunastowieczny kościół bizantyjski, zamieniony później w meczet – (Fethiye Camii), obecnie w połowie muzeum. Znajduje się w Stambule w Turcji. Jest najlepszym przykładem stylu architektury konstantynopolitańskiej Paleologów i posiada największą kolekcję mozaik po Hagia Sophia i kościele św. Zbawiciela na Chorze. W latach 1461–1586 był siedzibą Ekumenicznego Patriarchy Konstantynopola, którego siedzibę przeniesiono tutaj z Kościoła Świętych Apostołów.
Kościół został zbudowany w XII w. przez Jana Komnena i jego żonę Annę Doukaina. W XIV w. dołączono do niego kaplicę grobową. Kościół w 1591 został zmieniony na meczet zwany Meczetem Podboju (na pamiątkę podboju Gruzji i Azerbejdżanu). Gdy w 1955 roku odkryto freski i mozaiki, meczet zmieniono na muzeum, w 1960 ponownie otwarto meczet, a muzeum do dziś znajduje się w południowej kaplicy.
Mury kościoła zbudowano z kamienia i cegły. Kościół ma kwadratową podstawę, kopuła jest otoczona falującym dachem. Mozaiki są charakterystyczne dla renesansu bizantyjskiego. Na kopule znajduje się mozaika Chrystusa Pantokratora w otoczeniu proroków: Mojżesza, Jeremiasza, Zachariasza, Micheasza, Joela, Obadiasza, Habakuka, Jonasza, Malachiasza, Ezechiela, Izajasza. Po prawej stronie kopuły zachowała się nietknięta mozaika przedstawiająca chrzest Chrystusa. W apsydzie przedstawiono Chrystusa Hyperagathosa wraz z Marią i Janem Chrzcicielem.